# Pinus leiophylla
El pino chimonque o manzanita (Pinus leiophylla), comúnmente conocido como tlacocote u ocote chino (México), es un árbol nativo de México y del sur de los Estados Unidos. Se le encuentra junto con otras varias especies de pinos. Es un pino pionero y resistente a condiciones adversas. Es un productor de abundante trementina y sus conos tardan en madurar tres años. Es un pino desconcertante ya que sus características no encajan por completo en los sistemas de clasificación que han utilizado los especialistas para los pinos.

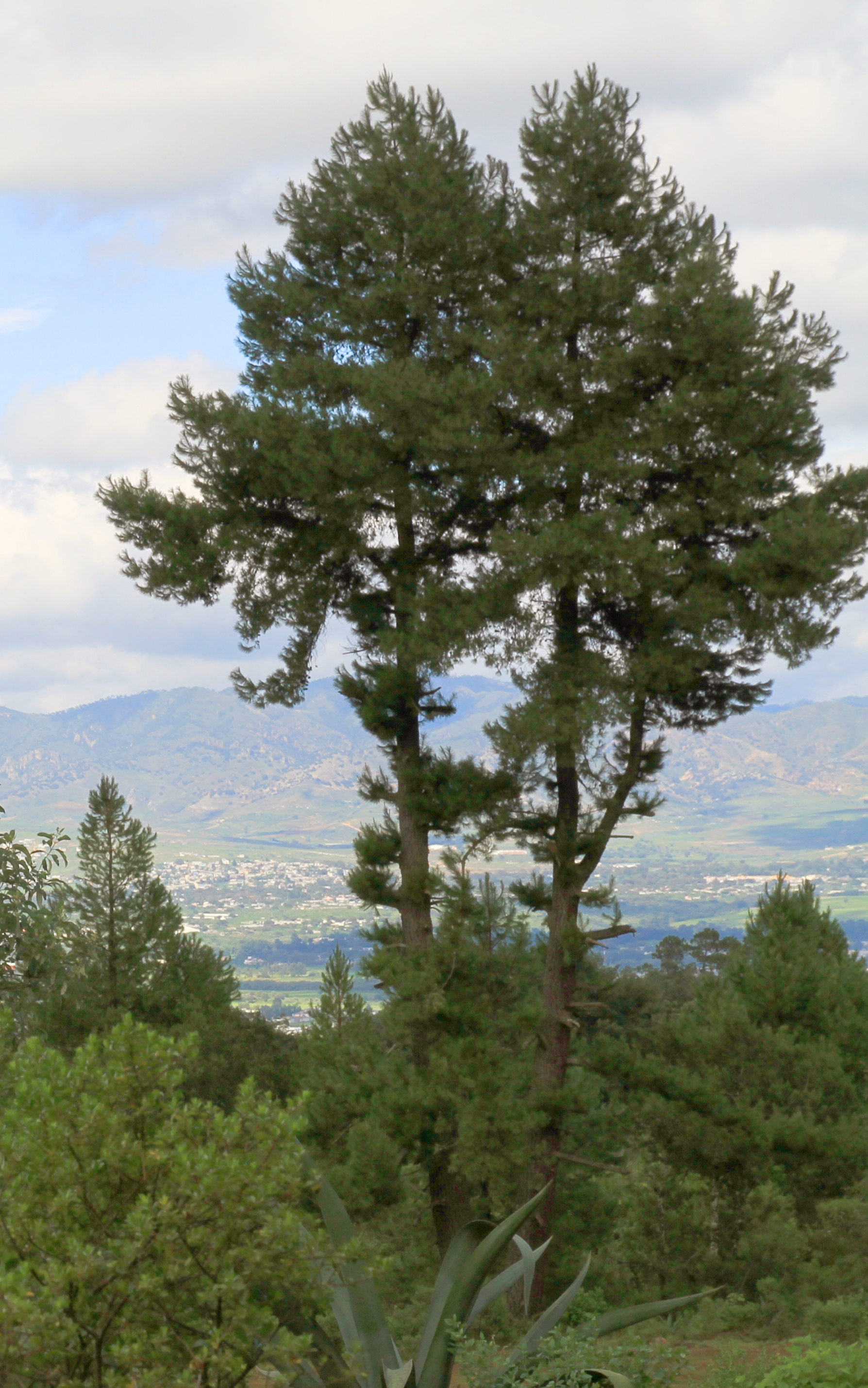
Vista del árbol

## Distribución y hábitat
P. leiophylla tiene una amplia distribución, principalmente en México, con una pequeña extensión en los Estados Unidos en el sureste de Arizona y el suroeste de Nuevo México. Su distribución en México se extiende a lo largo de la Sierra Madre Occidental y la Sierra Madre del Sur; de Chihuahua hasta Oaxaca, entre 1600 y 3000 m s. n. m. Requiere de una precipitación anual de 600 a 1000 mm, sobre todo en el verano. Tolera las heladas en el invierno y en verano comúnmente.

## Descripción
Crece hasta una altura de 20-30 m, con un diámetro de tronco de 35 a 80 cm. Las agujas crecen en unidades de tres a cinco, entre 5-10 cm (raramente hasta 15 cm) de largo y son de un verde brillante hasta verde amarillento. Los conos son ovoides, de 4-7 cm (raramente 8 cm) de largo, y nacen de un tallo de 1-2 cm de largo. Necesitan alrededor de 30 a 32 meses para madurar, es decir, un año más que la mayoría de los demás pinos. La corteza es de color gris-marrón, y con fisuras.
La madera de P. leiophylla es dura, densa y fuerte. Es utilizada para la construcción, durmientes de ferrocarril, y leña.

## Subespecies
Hay dos subespecies (tratadas por algunos botánicos como especies distintas, por otros sólo como variedades):
- Pinus leiophylla subesp. leiophylla. Agujas delgadas (0,5-0,9 mm), unidades de cinco. Crece en la parte sur de la cordillera, desde Oaxaca a Durango, en condiciones de lluvia relativamente altas. No tolera las heladas.
- Pinus leiophylla subesp. chihuahuana. Las agujas más gruesas (0,9-1,3 mm), unidades de tres. Crece en la parte norte del aérea de distribución, desde Durango a Arizona, en condiciones muy secas. Tolera heladas de -10 °C hasta -15 °C. Las diferencias de aguja son adaptaciones a estas condiciones más duras. Sinónimos: Pinus chihuahuana, Pinus leiophylla var. chihuahuana.[2]

La subespecie P. l. chihuahuana frecuentemente crece entremezclada con varias otras especies de pino y/o enebro, en Arizona a menudo con Pinus engelmannii y Juniperus deppeana, pero también crece en rodales puros. Su hábitat es propenso a los incendios forestales y la subespecie muestra algunas adaptaciones, inusuales entre los pinos, para hacer frente a esto. Si la corona fuera destruida por el fuego, surgirán nuevos brotes del tronco, protegido por su corteza gruesa, y se volverá a crecer una nueva corona. Los únicos otros pinos con esta adaptación son P. rigida y  P. canariensis. Como ninguna de estas especies están estrechamente relacionadas entre sí, es probable que la adaptación surgió como una forma de evolución convergente.

## Cultivos
P. leiophylla ha sido introducida en explotaciones comerciales en Australia y en diferentes países en África, incluyendo Kenia, Malaui, Sudáfrica, Zimbabue, Zambia. En Sudáfrica y Queensland (Australia) hay grandes extensiones de siembras de este árbol.

## Usos en la medicina popular
El uso más común de esta especie es contra la tos en los estados de México y Tlaxcala; se bebe un té de corteza del árbol. Como expectorante, se sahuman la ropa y a la persona enferma. También se usa contra la bronquitis aguda.
Interviene además en el tratamiento de reumas, dermatitis, en la cicatrización de heridas y se usa como antiséptico de las vías urinarias y como diurético.

## Taxonomía
Pinus leiophylla fue descrita por Schiede ex Schltdl. & Cham.  y publicado en Linnaea 6(2): 354, 1831
Etimología
Pinus: nombre genérico dado en latín al pino.
leiophylla: epíteto latino que significa "con la hoja lisa".
Sinonimia
- Pinus cedrus Roezl
- Pinus comonfortii Roezl
- Pinus decandolleana Roezl
- Pinus dependens Roezl
- Pinus ehrenbergii Roezl
- Pinus gracilis Roezl
- Pinus huisquilucaensis Roezl
- Pinus lerdoi Roezl
- Pinus lumholtzii var. microphylla Carvajal
- Pinus monte-alleggri Roezl
- Pinus ocotechino Roezl ex Parl.
- Pinus verrucosa Roezl[7][8]

var. chihuahuana (Engelm.) Shaw
- Pinus chihuahuana Engelm.

## Nombres
Pino chino (Jalisco, Michoacán), pino prieto (Durango), ocote chino (México), palo otomite (Hidalgo), pino (Oaxaca, Chihuahua, Sonora, México), pino saguaco (Chihuahua), pino chamonque (Sonora); pino Chihuahua (Chihuahua pine) en Estados Unidos.